# Psammoleptastacus arenaridus
Psammoleptastacus arenaridus is een eenoogkreeftjessoort uit de familie van de Arenopontiidae. De wetenschappelijke naam van de soort is voor het eerst geldig gepubliceerd in 1942 door Robert William Pennak.
P. arenaridus was de eerste soort die beschreven werd in het nieuwe geslacht Psammoleptastacus, dat Pennak in dezelfde publicatie invoerde. Ze werd gevonden in de getijdenzonde van het strand bij Nobska en North Cape Cod in Cape Cod (Massachusetts). De diertjes verbleven rond de hoogwaterlijn, waar het zand slechts gedurende hooguit een paar uur per dag onder water staat.